# Shunsuke Ito
Shunsuke Ito –en japonés, 伊藤俊介, Ito Shunsuke– (6 de abril de 1976) es un deportista japonés que compitió en natación.
Ganó una medalla de bronce en el Campeonato Pan-Pacífico de Natación de 1999, en la prueba de 4 × 100 m estilos. Participó en los Juegos Olímpicos de Sídney 2000, ocupando el quinto lugar en la misma prueba.

## Palmarés internacional
| Campeonato Pan-Pacífico | Campeonato Pan-Pacífico | Campeonato Pan-Pacífico | Campeonato Pan-Pacífico |
| Año                     | Lugar                   | Medalla                 | Prueba                  |
| ----------------------- | ----------------------- | ----------------------- | ----------------------- |
| 1999                    | Sídney (Australia)      | Medalla de bronce       | 4 × 100 m estilos       |